# توفیق عبدالرزاق
توفیق عبدالرزاق (انگلیسی: Tawfeeq Abdul Razzaq؛ زادهٔ ۱ ژوئیهٔ ۱۹۸۲) بازیکن فوتبال اهل امارات متحده عربی است.
از باشگاه‌هایی که در آن بازی کرده‌است می‌توان به باشگاه فوتبال الوحده امارات، تیم ملی فوتبال امارات متحده عربی، باشگاه فوتبال الظفره، و باشگاه فوتبال الوحده امارات اشاره کرد.
وی همچنین در تیم ملی فوتبال United Arab Emirates بازی کرده‌است.